# كوين جيكو
كوين جيكو (بالإنجليزية: CoinGecko)‏ هي شركة وموقع ويب لعرض المعلومات الخاصة بالعملات المعماة، وتعقب القيم السوقية لها، تأسست الشركة في 2014، من قبل بوبي أونغ، وتي إم لي. ويعتبر الموقع قاعدة بيانات ضخمة ومستقلة، تعرض أسعار العملات المعماة والعديد من التفاصيل المالية الأخرى، حيث يقوم الموقع بتغطية أكثر من 9000 عملة معماة، ويعمل على تصنيف 764 منصة تداول حسب درجة ثقة المستثمرين، وحجم التبادل، والزيارات الشهرية.